# John Jahn
John Jahn (* 24. März 1870 in Kyritz; † 16. Februar 1930 in Zoppot) war ein deutscher Maschinenbauer und Hochschullehrer.

## Leben
Jahn studierte Maschinenbau an den Technischen Hochschulen in Berlin und Stuttgart. Nach Ablegung der Diplom-Hauptprüfung trat er in den preußischen Staatseisenbahndienst ein und erhielt als Regierungsbaumeister 1904 einen Ruf auf den Lehrstuhl für Eisenbahnmaschinenbau und Dampfkesselbau an der Technischen Hochschule Danzig, wo er bis zu seinem Tod wirkte. 1925/26 war er Rektor der TH Danzig.

## Veröffentlichungen
- Die Dampflokomotive in entwicklungsgeschichtlicher Darstellung ihres Gesamtaufbaues (Berlin 1924, Nachdruck 1976)
- Der Lauf von Eisenbahnfahrzeugen durch Gleiskrümmungen (Berlin 1927)